# 山本克己
山本 克己（やまもと かつみ、1959年1月15日 - ）は、日本の法学者。京都大学名誉教授、追手門学院大学法学部教授。専門は、民事執行法・民事保全法・倒産法・仲裁法・渉外民事手続法。

## 経歴
- 1974年 - 洛星中学校卒業
- 1977年 - 洛星高等学校卒業
- 1981年 - 司法試験第二次試験合格
- 1982年 - 京都大学法学部卒業
- 1984年 - 最高裁判所司法修習修了、京都大学法学部助手（学士助手）
- 1986年 - 京都大学法学部助教授（民刑事法専攻民事訴訟法講座）
- 1992年 - 京都大学大学院法学研究科助教授（民刑事法専攻民事手続法講座）（組織変更に伴う）
- 1996年 - 京都大学大学院法学研究科教授（2004年4月より法政理論専攻）
- 2007年 - 京都大学大学院法学研究科法曹養成専攻長
- 2014年 - 京都大学大学院法学研究科長・法学部長
- 2015年 - 京都大学・副学長
- 2023年 - 京都大学名誉教授、追手門学院大学法学部教授
- 2023年ー弁護士法人西村あさひ法律事務所　入所

## 主な著書
- 『国際倒産法制の新展開』（共編）（金融・商事判例増刊号、2001年）
- 『個人再生法の実務』（共編）（金融財政事情研究会、2001年）
- 『民事再生法の実務（新版）』（金融財政事情研究会、2001年）
- 『注釈民事再生法〔新版〕上』（共編）（金融財政事情研究会、2001年）
- 『注釈民事再生法〔新版〕下』（共編）（金融財政事情研究会、2001年）
- 『新現代倒産法入門』（共編）（法律文化社、2001年）
- 『新会社更生法の理論と実務』（判例タイムズ臨時増刊、2003年）
- 『詳解民事再生法』（民事法研究会、2006年）
- 『破産法・民事再生法概論』（編著）（商事法務、2012年）